# Mistrzostwa Europy w Lekkoatletyce 1958 – bieg na 100 m kobiet

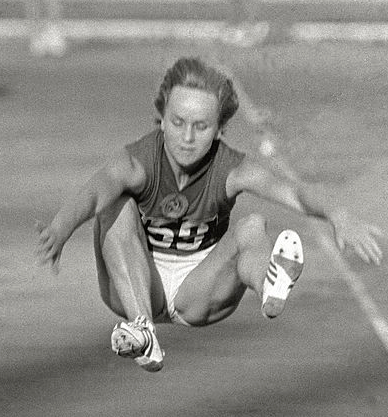
Wira Krepkina

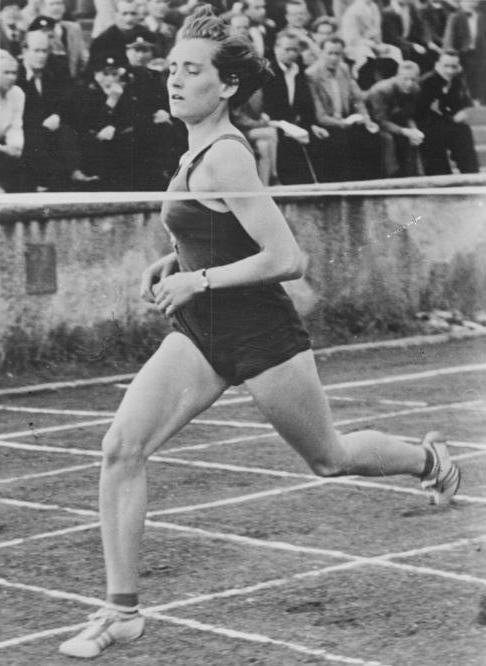
Christa Stubnick

Bieg na dystansie 100 metrów kobiet był jedną z konkurencji rozgrywanych podczas VI Mistrzostw Europy w Sztokholmie. Biegi eliminacyjne zostały rozegrane 20 sierpnia, a półfinałowe oraz bieg finałowy 21 sierpnia 1958 roku. Zwyciężczynią tej konkurencji została reprezentantka Wielkiej Brytanii Heather Young. W rywalizacji wzięło udział dwadzieścia siedem zawodniczek z piętnastu reprezentacji.

## Rekordy
| Rekord świata     | Shirley Strickland (AUS)  | 11,3 | Warszawa, Polska | 04.08.1955 |
| Rekord Europy     | Giuseppina Leone (ITA)    | 11,4 | Bolonia, Włochy  | 21.10.1956 |
| Rekord mistrzostw | Fanny Blankers-Koen (NED) | 11,7 | Bruksela, Belgia | 24.08.1950 |

## Wyniki

### Eliminacje
Bieg 1
| Miejsce | Zawodniczka         | Czas | Uwagi |
| ------- | ------------------- | ---- | ----- |
| 1       | Wałentyna Masłowska | 11,8 | Q     |
| 2       | Inge Fuhrmann       | 11,9 | Q     |
| 3       | Dorothy Hyman       | 12,0 | Q     |
| 4       | Reidun Buer         | 12,8 |       |

Bieg 2
| Miejsce | Zawodniczka      | Czas | Uwagi |
| ------- | ---------------- | ---- | ----- |
| 1       | Nonna Polakowa   | 11,9 | Q     |
| 2       | Christa Stubnick | 11,9 | Q     |
| 3       | Joke Bijleveld   | 12,1 | Q     |
| 4       | Vivi Markussen   | 12,5 |       |

Bieg 3
| Miejsce | Zawodniczka        | Czas | Uwagi |
| ------- | ------------------ | ---- | ----- |
| 1       | Heather Young      | 11,7 | Q CR  |
| 2       | Elżbieta Ćmok      | 12,0 | Q     |
| 3       | Juliette Angenieux | 12,2 | Q     |
| 4       | Alice Fischer      | 12,4 |       |

Bieg 4
| Miejsce | Zawodniczka         | Czas | Uwagi |
| ------- | ------------------- | ---- | ----- |
| 1       | Madeleine Weston    | 12,0 | Q     |
| 2       | Barbara Janiszewska | 12,1 | Q     |
| 3.      | Britt Mårtensson    | 12,4 | Q     |
| 4       | Ine Spijk           | 12,5 |       |
| 5       | Alice Merz          | 13,4 |       |

Bieg 5
| Miejsce | Zawodniczka           | Czas | Uwagi |
| ------- | --------------------- | ---- | ----- |
| 1       | Wira Krepkina         | 11,9 | Q     |
| 2       | Anni Biechl           | 12,0 | Q     |
| 3       | Catherine Capdevielle | 12,1 | Q     |
| 4       | Sandra Valenti        | 12,3 |       |
| 5       | Olga Šikovec          | 12,4 |       |

Bieg 6
| Miejsce | Zawodniczka        | Czas | Uwagi |
| ------- | ------------------ | ---- | ----- |
| 1       | Giuseppina Leone   | 12,0 | Q     |
| 2       | Johanna Bloemhof   | 12,1 | Q     |
| 3       | Celina Jesionowska | 12,4 | Q     |
| 4       | Friedl Murauer     | 12,4 |       |
| 5       | Stella Musuri      | 13,1 |       |

### Półfinały
Półfinał 1
| Miejsce | Zawodniczka           | Czas | Uwagi |
| ------- | --------------------- | ---- | ----- |
| 1       | Heather Young         | 11,6 | Q CR  |
| 2       | Wira Krepkina         | 11,8 | Q     |
| 3       | Anni Biechl           | 11,9 |       |
| 4       | Catherine Capdevielle | 11,9 |       |
| 5       | Britt Mårtensson      | 12,3 |       |
| 6       | Elżbieta Ćmok         | 12,3 |       |

Półfinał 2
| Miejsce | Zawodniczka         | Czas | Uwagi |
| ------- | ------------------- | ---- | ----- |
| 1       | Christa Stubnick    | 11,8 | Q     |
| 2       | Wałentyna Masłowska | 11,9 | Q     |
| 3       | Johanna Bloemhof    | 12,2 |       |
| 4       | Celina Jesionowska  | 12,2 |       |
| 5       | Dorothy Hyman       | 12,3 |       |
| 6       | Juliette Angenieux  | 12,6 |       |

Półfinał 3
| Miejsce | Zawodniczka         | Czas | Uwagi |
| ------- | ------------------- | ---- | ----- |
| 1       | Madeleine Weston    | 11,7 | Q     |
| 2       | Giuseppina Leone    | 11,8 | Q     |
| 3       | Nonna Polakowa      | 11,9 |       |
| 4       | Inge Fuhrmann       | 12,0 |       |
| 5       | Barbara Janiszewska | 12,1 |       |
| 6       | Joke Bijleveld      | 12,3 |       |

### Finał
| Miejsce | Zawodniczka         | Czas |
| ------- | ------------------- | ---- |
| 1       | Heather Young       | 11,7 |
| 2       | Wira Krepkina       | 11,7 |
| 3       | Christa Stubnick    | 11,8 |
| 4       | Madeleine Weston    | 11,8 |
| 5       | Giuseppina Leone    | 11,8 |
| 6       | Wałentyna Masłowska | 11,9 |